# 1927年の政治
1927年の政治（1927ねんのせいじ）では、1927年（昭和2年）の政治分野に関する出来事について記述する。

## できごと

### 1月
- 1月20日
  - 立憲政友会、政友本党、若槻内閣不信任案を提出。
  - 事態打開のための、若槻礼次郎首相（憲政会総裁）、田中義一立憲政友会総裁、床次竹二郎政友本党総裁による三党首会談が帝国議会議事堂総理大臣室で開催。内閣不信任案の撤回で妥協。

### 2月
- 2月7日 - 大正天皇大葬。大赦137,669名、減刑46,138名。
- 2月10日 - 昭和2年度予算案（17億3000万円）、衆議院を通過。

### 3月
- 3月1日 - 憲政会、政友本党がそれぞれの代議士会で両党の提携覚書（憲本連盟覚書）を承認（憲本提携）。
- 3月14日 - 片岡直温蔵相が衆議院予算総会で「東京渡辺銀行が破綻」と失言。取り付け騒ぎの起き、昭和金融恐慌が始まる。
- 3月19日 - 野党、片岡蔵相問責決議案を提出（与党多数で否決）。
- 3月23日 - 震災手形補償公債法案、震災手形善後処理に関する法案（震手二法案）が成立。討論終結、採決などで8回の票決を要した。
- 3月24日
  - 清瀬一郎代議士の陸軍機密費問題暴露をめぐり、衆議院本会議が混乱。
  - 昭和2年度予算が貴族院を通過、成立。
  - 蔣介石の北伐軍が南京で外国領事館を襲撃（南京事件 (1927年)）。
- 3月26日 - 第52帝国議会閉幕。

### 4月
- 4月12日 - 蔣介石の指示で、上海において中国共産党を弾圧（上海クーデター）。
- 4月17日 - 枢密院、台湾銀行救済緊急勅令案を否決。第1次若槻内閣総辞職。
- 4月18日 - 蔣介石が武漢政府に対抗して南京に国民政府を樹立し中共排撃を宣言（寧漢分裂）。
- 4月20日 - 田中義一内閣成立。
- 4月22日 - 金銭債務支払延期緊急勅令（モラトリアム緊急勅令）により3週間のモラトリアム（支払延期）を実施（5月12日まで）。

### 5月
- 5月3日 - 第53回臨時帝国議会召集（5月4日開院式、5月9日閉院式）。
- 5月7日 - 衆議院、枢密院弾劾決議案可決。
- 5月9日 - 日本銀行特別融通及損失補償法、台湾の金融機関に対する資金融通に関する法律公布。
- 5月27日 - 内閣に資源局設置。
- 5月28日 - 日本政府、北伐軍に対する居留民の保護及び治安維持のため陸海軍派遣を声明（第一次山東出兵）。

### 6月
- 6月1日 - 憲政党と政友本党が合同し、立憲民政党結成（結党式は上野精養軒で開催）。総裁に浜口雄幸。
- 6月2日 - 高橋是清蔵相辞任。後任に三土忠造。
- 6月15日 - 内閣に行政制度審議会設置。
- 6月20日 - 日英米3カ国、ジュネーブで海軍軍縮会議開催。
- 6月27日 - 東方会議開催。

### 7月
- 7月4日 - オランダ領東インド（現在のインドネシア）でスカルノらがインドネシア国民党を結成。
- 7月7日 - 東方会議、対支政策綱領を決定。
- 7月20日 - ルーマニア国王フェルディナンド1世崩御。孫で5歳のミハイ1世が即位。

### 8月
- 8月6日 - 大蔵省、銀行合同促進依頼を地方長官に通知。

### 9月
- 9月29日 - 蔣介石が来日。

### 10月
- 10月23日 - 蔣介石が東京で「日本国民に告げる署」を発表。

### 11月
- 11月5日 - 田中義一首相・蔣介石が東京青山の田中邸で会談。